# Imentet (Gau)

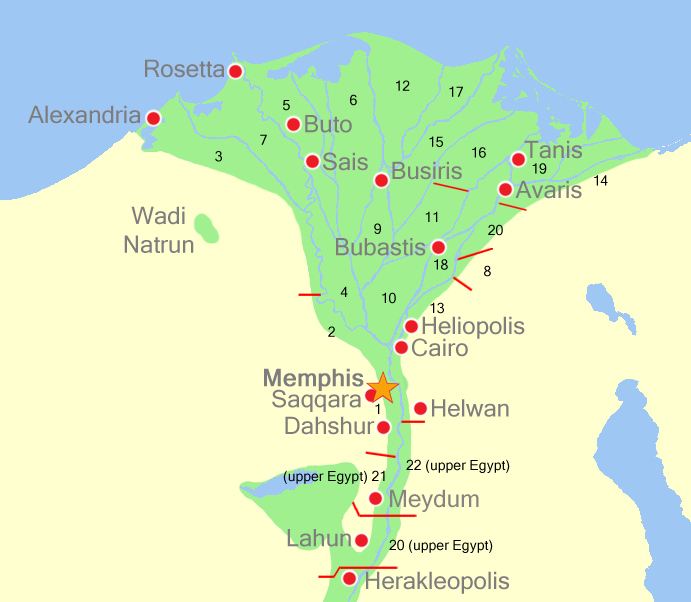
Unterägyptische Gaue

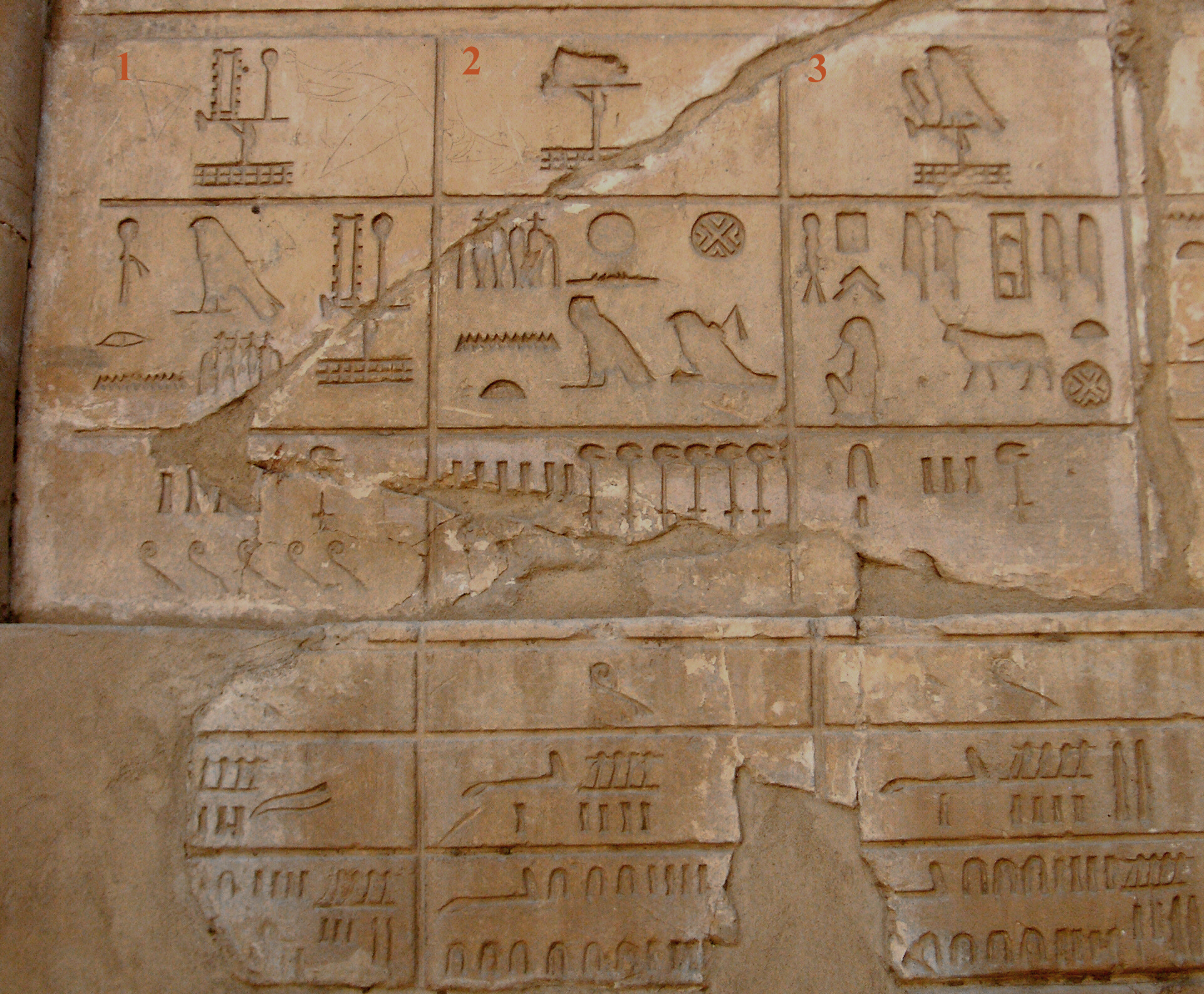
1. bis 3. unterägyptischer Gau

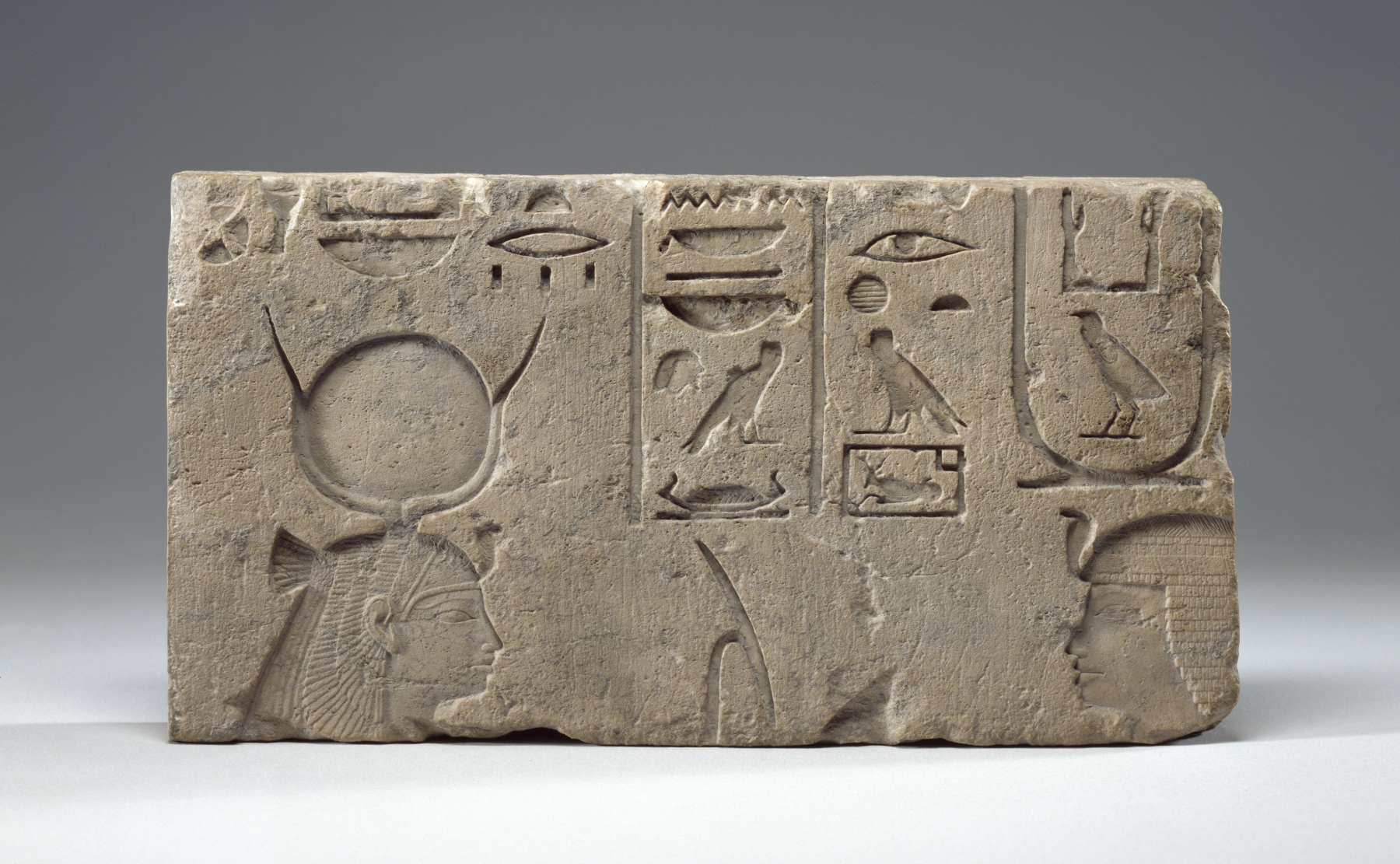
Relief mit Hathor und Pharao Necho II. Die Inschrift nennt Hut-ihut

Imentet war der Name des dritten unterägyptischen Gaues (griechisch: Gynaikopolites). Wichtige Orte im Gau waren Hut-ihut und Iamu (Kom el-Hisn).
Der Gau erstreckte sich etwas nördlich von Terenuthis bis südlich von Damanhur auf der Westseite des Nils und wird in der Gauliste des Sesostris-Kiosks mit einer Länge von 14 Iteru (Jtrw), 1 Cha(xa) beziehungsweise 147,5 km angegeben.
Die erste Erwähnung als Gau findet sich bei König Sahure (5. Dynastie, Altes Reich) und in der Weltenkammer des Niuserre-Heiligtums. In der Weltenkammer steht das Gauzeichen noch ohne Standarte. Ansonsten erscheint der Ort Hut-ihut in den Inschriften aus dem Grab des Metjen und in diversen Güteraufzügen. Hut-ihut gehörte später zu Imentet.
Es ist wahrscheinlich, dass der 3. Gau zur Zeit Metjens noch zum 2. unterägyptischen Gau gehörte, da Hut-ihut (Ḥwt-jhjt) in Metjens Inschriften zu diesem Gau gehörte.

## Namen des 3. Gaus
- Im Alten Reich wurde der Gau in diversen Güteraufzügen genannt.[4]  Im Mittleren Reich ist ein „Bürgermeister“ von Hut-ihut bezeugt.[5]
- Mit großer Wahrscheinlichkeit ist Kom el-Hisn das Momemphis der griechischen Schriftsteller (Herodot: Historien, II 164; Strabon: Geographie 1, 803; Diodor: Bibliotheca historica I 66; 97). Woher der Name Momemphis kommt, ist allerdings unklar.
- Bei Strabon heißt der Gau Momemphites. Außerdem nennt er noch den Gau Gynaikopolites mit der Metropole Gynaikonpolis.
- Bei Ptolemaios ist Andronpolis die Metropole und Andropolites der Gau. Daraus lassen sich weitere Verlegungen der Metropole schließen.
- Nach der Abspaltung des Gebietes um Therenuthis (jetzt: Abu Billu) wird dieses Gebiet Pr-Hwt-Hr-nbt-MfkAt genannt, das unter Assurbanipal „Pihattihurunpikki“ genannt wurde.
- In der Nitokris-Stele wird dieses Gebiet als Unterbezirk ausgewiesen und könnte Hwt-sn-Dm heißen.

## Hauptstadt des Gaus des Westens
- Iamu war seit dem Mittleren Reich Hauptort des Gaues.[6] Es war einer der Orte, die während des Baus der Chephren-Pyramide um 2550 v. Chr. Nahrungsmittel zu der Baustelle lieferten. Die Einwohner von Kom el-Hisn zogen dafür Rinder auf, aßen selbst aber nur wenig Rind.

## Hauptgottheit / Aufbewahrungsort Mess-Strick
Auf der Gauliste von Sesostris I. wird Hapi (Ḥpj), einer der vier (Horussöhne) genannt. Als Stadt erscheint dort Hut-ihut, „Haus der Kuh“ oder „Rindergut“. Hier wurde der Strick, um die Länge des Gaues zu messen, aufbewahrt.